# 劉瑤 (嘉靖進士)
劉瑤（1512年—？），字潤夫，河南衛輝府胙城縣人，軍籍，明朝政治人物。同進士出身。

## 生平
嘉靖十六年（1537年）丁酉科河南鄉試第六十六名舉人。嘉靖二十年（1541年）中式辛丑科會試第一百八十九名，登第三甲第六名進士。授行人司行人，二十四年正月选授福建道试監察御史，二十八年巡按山东。

## 家族
曾祖劉鐸；祖父劉深，司獄；父劉紀，州判官。嫡母李氏；繼母張氏；生母郜氏。慈侍下。弟劉琨。